# Гарбову (Горж)
Гарбову (рум. Gârbovu) насеље је у Румунији у округу Горж у општини Турчени. Oпштина се налази на надморској висини од 135 m.

## Становништво
Према подацима из 2002. године у насељу је живело 448 становника, од којих су сви румунске националности.